# Marathon van Berlijn 1974
De marathon van Berlijn 1974 werd gelopen op zondag 13 oktober 1974. Het was de eerste editie van deze marathon. Van de 280 ingeschreven marathonlopers werden er 244 op de finish geregistreerd. 234 mannen en 10 vrouwen liepen de wedstrijd uit. 
De Duitser Günter Hallas kwam bij de mannen als eerste over de finish in 2:44.53. Zijn landgenote Jutta von Haase won de wedstrijd bij de vrouwen in 3:22.01.
In totaal finishten er 244 marathonlopers.

## Uitslagen

### Mannen
| rang   | naam              | land | tijd    |
| ------ | ----------------- | ---- | ------- |
| Goud   | Günter Hallas     | GER  | 2:44.53 |
| Zilver | Rudolf Breuer     | GER  | 2:46.43 |
| Brons  | Günter Olbrich    | GER  | 2:48.08 |
| 4      | Dieter Daubermann | GER  | 2:48.40 |
| 5      | Dietrich Sickert  | GER  | 2:49.01 |
| 6      | Clifford Lewitz   | USA  | 2:49.42 |
| 7      | Horst Zettlitz    |      | 2:53.48 |
| 8      | Herbert Pieritz   |      | 2:54.27 |
| 9      | Horst Heinze      |      | 2:55.08 |
| 10     | Helmut Lewrick    |      | 2:56.05 |

### Vrouwen
| rang   | naam                | land | tijd    |
| ------ | ------------------- | ---- | ------- |
| Goud   | Jutta von Haase     | GER  | 3:22.01 |
| Zilver | Elfriede Kayser     | GER  | 4:03.50 |
| Brons  | Hannelore Eder      | GER  | 4:26.35 |
| 4      | Astried Ziezold     |      | 4:39.22 |
| 5      | Doris Lange         |      | 4:48.01 |
| 6      | Dorothea Bier       |      | 4:52.22 |
| 7      | Marion Breitkreuz   |      | 5:20.48 |
| 8      | Lieselotte Steglich |      | 5:40.10 |

1974 ·
1975 ·
1976 ·
1977 ·
1978 ·
1979 ·
1980 ·
1981 ·
1982 ·
1983 ·
1984 ·
1985 ·
1986 ·
1987 ·
1988 ·
1989 ·
1990 ·
1991 ·
1992 ·
1993 ·
1994 ·
1995 ·
1996 ·
1997 ·
1998 ·
1999 ·
2000 ·
2001 ·
2002 ·
2003 ·
2004 ·
2005 ·
2006 ·
2007 ·
2008 ·
2009 ·
2010 ·
2011 ·
2012 ·
2013 ·
2014 ·
2015 ·
2016 ·
2017 ·
2018